# Kirill Merețkov
 Kirill Afanasievici Merețkov (în rusă Кирилл Афанасьевич Мерецков)  (n. 7 iunie 1897 – d. 30 decembrie 1968) a fost un mareșal rus, unul dintre principalii comandanți militari sovietici din timpul celui de-al Doilea Război Mondial.
Merețkov a intrat în Partidul Comunist al URSS în anul 1917 și a servit în Armata Roșie din 1920.
În timpul Războiul de Iarnă în calitate de comandant al Armatei a 7-a a URSS el a fost cel care a reușit penetrarea Liniei Mannerheim pentru care a fost decorat cu medalia Erou al Uniunii Sovietice.
La începutul celui de-Al Doilea Război Mondial a fost arestat. dar a fost eliberat și trimis să conducă armata a 7-a pentru apărarea Leningradului. Din 1944 a comandat Frontul din Karelia și Ofensiva de la Petsamo.
Din aprilie 1945 a fost trimis în Manciuria împotriva trupelor japoneze de ocupație. În timpul războiului a primit gradul de Mareșal al Uniunii Sovietice.

## Tinerețea și cariera
Părinții lui Merețkov erau țărani și familia trăia într-un sat. Din 1909, Merețkov a fost  muncitor la Moscova, apoi într-o localitate aproape de Vladimir. El s-a alăturat bolșevicilor (ulterior, Partidul Comunist al Uniunii Sovietice) în august 1917 și a devenit șef de stat major al miliției Gărzile Roșii,  ajutând la organizarea în oraș. În timpul războiului civil rus, el a fost șeful de personal al unui regiment, mai târziu la o divizie. În anul 1921, Merețkov a absolvit Academia Militară (mai tarziu la Academia Militară Frunze)..
Din 1922, el a avut o serie de funcții ca șef de stat major prima dată la o divizie de cavalerie, apoi la arme și districte militare diferite. 
Din septembrie 1936 până în mai 1937, Merețkov a luptat pentru republicani în timpul Războiului Civil din Spania sub pseudonimul de "General Pavlovici". În 1939, el a fost numit comandant al Districtului Militar Leningrad .

## Războiul de iarnă

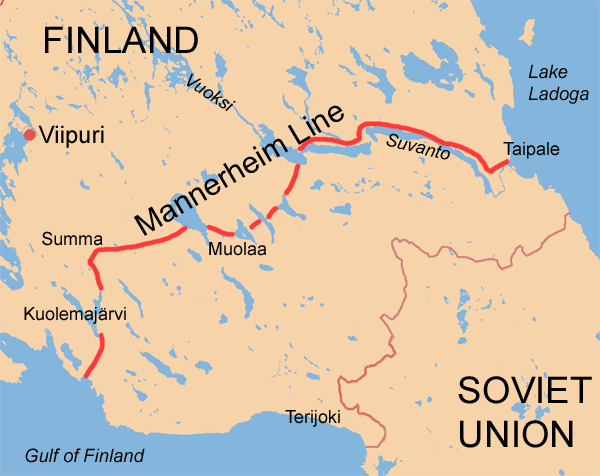
Linia Mannerheim

În noiembrie 1939, la începutul Războiului de iarnă, comandantul militar al Districtului Militar al Leningradului, Kirill Merețkov conducea operațiunile împotriva armatei finlandeze.[2]Datorită subestimării grosiere a apărării finlandeze, a dimensiunii forțelor finlandeze și supraevaluări capacitîții Armatei Roșii a dus la greșeli grave de planificare. Inițial au fost trimise doar cinci divizii de infanterie
să ia cu asalt Linia Mannerheim, și nici întăririle aduse nu au avut niciun efect. 
Merețkov eșuând, la 9 decembrie 1939 comanda a fost dată Statului Major General Suprem Stavka, personal lui Kliment Voroșilov, Nikolai Kuznețov, Iosif Stalin și Boris Șapoșnikov.
Merețkov a fost numit la comanda Armatei a 7-a. În ianuarie 1940, Districtul Militar Leningrad a fost reformat și a fost redenumit "Frontul de Nord-Vest." Semion Timoșenko a fost ales comandant al armatei pentru a sparge linia Mannerheim  Pentru ofensiva următoare, Stavka consolidat în mod semnificativ Armata a 7-a, a desfășurat pe flanc Armata a 13-a și a alocat substanțiale forțe de artilerie grea pentru ambele armate, inclusiv obuziere B-4 și mortiere BR-5 .
Următoarea ofensivă sovietică a început în februarie 1940. Sprijinul  artileriei grele a permis forțelor sovietice să rupă Linia Mannerheim. 
Armata a 7-a a lui Merețkov a început ocuparea orașului Vyborg
În mai puțin de două săptămâni după semnarea Tratatului de Pace de la Moscova, la 21 martie 1940 lui Merețkov i s-a acordat titlul de Erou al Uniunii Sovietice.
Ulterior, Merețkov a fost promovat la rangul de general de armată și numit Comisar Adjunct al Apărării. Din august 1940 până în ianuarie 1941 a fost șeful de stat al Statului Major General.

## Al doilea război mondial
La 22 iunie 1941, când a început Operațiunea Barbarossa  Merețkov a fost numit consilier permanent la Stavka. Cu toate acestea, la 23 iunie el a fost arestat de NKVD în calitate de membru la o presupusă conspirație militară anti-sovietică. După interogatorii, Merețkov a pledat vinovat. În septembrie a fost eliberat și Stalin l-a numit comandant al Armatei a 7-a separate, dar el a fost unul dintre puținii conspiratori incriminație, care au fost cruțați. Mărturisirea sa a fost folosită împotriva altor comandanți arestați în mai-iulie 1941, care au fost executați la ordinul lui Lavrenti Beria, la 28 octombrie 1941, sau condamnați de către Consiliul Special al NKVD-ului și executați la 23 februarie 1942.

### Victorie laTikhvin
Merețkov a fost numit comandant al Armatei a 4-a a URSS, care a luptat în apărarea Leningrad împotriva Grupului de Armate de Nord a lui von Leeb. După oprirea ofensivei germane Tikhvin, forțele sale, împreună cu armatele vecine, 52 și 54, a contraatacat și a împins forțele germane înapoi în pozițiile lor de plecare, recapturând Tikhvin la 10 decembrie 1941. Această victorie a fost primul succes sovietic pe scară largă în timpul războiului. Lupta asistat, de asemenea, Bătălia de la Moscova, forțele germane importante erau epuizate datorită luptelor grele purtate în mlaștini și păduri între Tikhvin și Tosno și nu au putut să asiste în timpul contraofensivei sovietice. Este notabil faptul că bătălia a blocat două divizii germane Panzer și două divizii motorizate cauzând pierderi grave grupului german de armată.
În timpul contraofensivei în luptă, Stavka a ordonat lui Kirill Merețkov să organizeze un nou front, Frontul Volhov, pe care el l-a comandat până în februarie 1944 (cu excepția lunilor mai și iunie 1942).

### Înfrângerea sovieticilor la Liuban

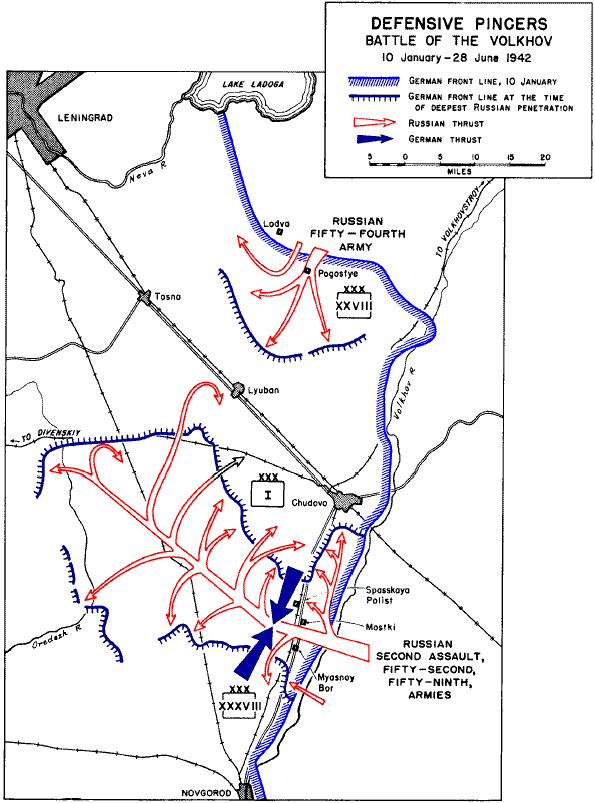
Cleşte defensiv în lupta de la Volhov

În ianuarie 1942, Merețkov a început o nouă ofensivă în apropierea localității Liuban, care viza ridicarea asediului Leningradului și care înconjura un număr mare de forțe germane. Avansul a fost foarte lent, deoarece forțele germane s-au adăpostit bine în șanțuri și nu mai încercau să depășească liniile deja cucerite.  Până în martie cele două armate sovietice au încercat să închidă
încercuirea fiind la mai puțin de 25 km distanță unele de altele, dar nu mai puteau avansa mai mult.
La 15 martie, forțele germane au început o contraofensivă și au izolat armata a 2-a sovietică „de șoc”. Forțelor sovietice a reușit să restabilească comunicațiile după lupte grele la 30 martie. Cu toate acestea, atunci când Merețkov a raportat acest lucru la Stavka, el a omis faptul că coridorul care lega de Armata a 2-a de restul forțelor sovietice avea o lățime nu mai mare de 2 km, fiind sub atacul constant al bombardamentului aviației și artileriei germane și deci avea o capacitate de transport foarte slabă. Ca urmare Stavka nu a extras Armata a 2-a, atunci când era încă posibil.
La sfârșitul lunii aprilie și în toată luna mai, frontul Volkhov a fost temporar subordonat general locotenentui Khosin, comandantul Frontului Leningrad, și Merețkov a fost trimis adjunct de comandant pe frontul de Vest.
Până în mai 1942, Armata a 2-a s-a confruntat cu penurie de materiale și cu moralul scăzut. Pe 30 mai, forțele germane au început o a doua ofensivă și din nou i-au tăiat și izolat. După ce o parte din forța încercuită la 5 iunie a reușit să rupă încercuirea și să iasă din încercuire, restul armatei a fost distrusă sistematic, 33.000 de oameni au devenit prizonieri, aproximativ același număr au fost uciși și în jur de 10.000 de oameni au reușit să scape din încercuire.
Imediat după luptă, Merețkov pus vina pe comandantul capturat al armatei a 2-a Andrei Vlasov, pe care el însuși l-a recomandat în acest post în aprilie.  
Din moment ce Vlasov a început să colaboreze cu forțele germane, în timpul epocii sovietice nu au existat prea multe încercări care să infirme această afirmație. Cu toate acestea, David Glantz subliniază faptul că, indiferent de decizia lui Vlasov de a colabora cu forțele germane, nivelul său de comandă în mai și iunie 1942 nu a fost diferit de cei mai mulți comandanți.
În plus, Merețkov poartă o anumită responsabilitate pentru înfrângere ca și comandantul frontului, fiind el cel care a planificat și a efectuat operațiunea. 
Khosin, comandantul Frontului Leningrad, a fost îndepărtat de la comandă pe 8 iunie, degradat și nu i s-a mai dat comanda un front nou, umilitor din martie 1944 a primit comanda Districtului Militar Volga în spatele liniilor.
Merețkov, care a fost arestat mai puțin de un an mai devreme, știa că viața lui ar putea fi în pericol dacă acceptă responsabilitatea pentru dezastru.

### Înfrângerea asediului german al Leningradului
După înfrângerea de la Lyuban, Merețkov a rămas la comanda Frontului Volhov. Împreună cu noul comandant Frontul al Leningradului, Leonid Govorov, Merețkov a planificat o nouă ofensivă pentru a sparge asediul orașului. 
Fronturile Volhov și Leningrad ar fi rupt blocada orasului prin eliminarea pozițiilor germane de la sud de lacul Ladoga, unde numai 16 km separau  Frontul Leningrad și Volhov. Această poziție a fost numită "strangulare". În același timp, forțele germane planificau Operațiunea Lumina de Nord (germană: Nordlicht) pentru a captura orașul și de a face legătura cu forțele finlandeze. Pentru a realiza acest lucru, au fost trimise întăriri sub forma armamentului greu de la Sevastopol, pe care forțele germane le-au capturat în iulie 1942 . 
Ambele părți au fost conștienți de pregătirile celeilalte. Ca urmare, ofensiva sovietică Sinyavino a eșuat și armata a doua de șoc a fost decimată pentru a doua oară într-un an, dar forțele germane au suferit pierderi grele și au anulat Operațiunea Lumina de Nord.
Merețkov a vrut în continuare să atace, dar această cerere a fost refuzată categoric de Stavka, pe lângă critica pe care a primit-o, la 15 octombrie 1942, pentru modul în care a condus operațiunile .

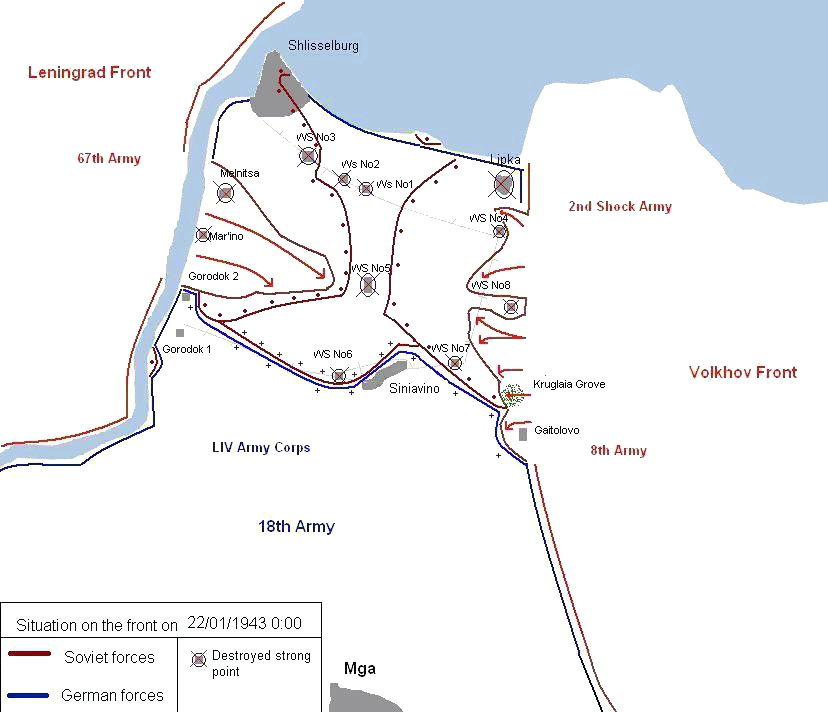
Operaţiunea Iskra(Scânteia), ianuarie 1943

La sfârșitul lunii noiembrie 1942, Govorov a început planificarea următoarei operațiuni pentru a rupe blocada Leningradului. Merețkov s-a alăturat în curând  planului. În decembrie, planul a fost aprobat de Stavka și a primit numele de cod Operațiunea Iskra (Scânteia).
Operațiunea Iskra a început pe 13 ianuarie 1943, și pe 18 ianuarie, forțele sovietice s-au unit, spărgând blocada. Până pe 22 ianuarie, linia frontului s-a stabilizat. Operațiunea cu succes a deschis un coridor lat de 8–10 km până la Leningrad. Prin coridor a fost construit rapid o cale ferată, care a permis aprovizionarea cu mult mai multe produse decât "drumul vieții", eliminând posibilitatea capturării orașului și realizarea legăturii germano-finlandeze. Pe 28 ianuarie, atât Merețkov cât și Govorov au primit Ordinul Suvorov clasa 1-a.
Fronturile Leningrad și Volkhov au încercat să urmeze succesul lor cu o operațiune ofensivă mult mai ambițioasă, numită Operațiunea Polyarnaya Zvezda (Steaua Polară). Această operațiune a avut scopul de a învinge decisiv Grupul de Armate Nord, dar a realizat progrese foarte modeste.
Alte câteva ofensive au fost efectuate de către Merețkov în zonă în 1943 extinzând încet coridorul și făcând mici progrese.
În noiembrie 1943, Merețkov și Govorov a început planificarea ofensivei din Leningrad-Novgorod, care va conduce Grupul de Armate Nord din regiunea Leningradului.
La 14 ianuarie 1944 a început ofensiva sovietică. Până la 1 martie Fronturile Leningrad, Volhov și al 2-lea Front Baltic au împins Grupul de Armate Nord înapoi pe o distanță de 300 de kilometri pe o lățime de 400 de kilometri, eliberând  regiunea la sud de Leningrad și o parte din a regiunii Kalinin. Merețkov și Govorov au fost din nou decorați cu Ordinul Suvorov clasa 1..

## Medalii
- Ordinul Suvorov
- Erou al Uniunii Sovietice
- Ordinul Lenin